# Llano (Texas)
Llano é uma cidade localizada no estado norte-americano de Texas, no Condado de Llano.

## Demografia
Segundo o censo norte-americano de 2000, a sua população era de 3325 habitantes.
Em 2006, foi estimada uma população de 3327, um aumento de 2 (0.1%).

## Geografia
De acordo com o United States Census Bureau tem uma área de
12,2 km², dos quais 11,5 km² cobertos por terra e 0,7 km² cobertos por água.

## Localidades na vizinhança
O diagrama seguinte representa as localidades num raio de 36 km ao redor de Llano.